# پیوه آلبینیولا
پیوه آلبینیولا (به ایتالیایی: Pieve Albignola) یک کومونه در ایتالیا است که در استان پاویا واقع شده‌است. پیوه آلبینیولا ۱۷٫۷ کیلومتر مربع مساحت و ۹۳۴ نفر جمعیت دارد.